# Gengibre
O gengibre (Zingiber officinale) é uma planta herbácea da família das Zingiberaceae, originária da ilha de Java, da Índia e da China, de onde se difundiu pelas regiões tropicais do mundo. No norte do Brasil é também conhecido por mangarataia.
Trata-se de uma planta perene da família das Zingiberáceas, que pode atingir mais de 1 metro de altura. As folhas verde-escuras nascem a partir de um caule duro, grosso e subterrâneo (rizoma). As flores são tubulares, amarelo-claro e surgem em espigas eretas.
O seu caule subterrâneo é utilizado como especiaria na culinária desde a antiguidade.

## História da difusão
O gengibre é conhecido na Europa desde tempos muito remotos, para onde foi levado por meio das Cruzadas. Em Portugal existe registro da sua presença desde o reinado de D. João III (1521-1557).
A introdução do gengibre no Brasil é atribuída por autores  às invasões holandesas que ocorreram no século XVII. Contudo, há relatos[carece de fontes?] que citam a presença desta planta no ano de 1587. Visconde de Nassau quando veio para o Brasil trouxe o famoso botânico Pison que relatou o gengibre como planta indígena e de fácil encontro no estado silvestre, tanto que a considerou simultaneamente brasileira e asiática, convicção esta que afirmou até longa data, após, porquanto a publicou em 1648.
No Brasil, o gengibre chegou menos de um século após o descobrimento. Naturalistas que visitavam o país (colônia, naquela época) achavam que se tratava de uma planta nativa, pois era comum encontrá-la em estado silvestre. Hoje, o gengibre é cultivado principalmente na faixa litorânea do Espírito Santo, Santa Catarina, Paraná e no sul de São Paulo, em razão das condições de clima e de solo mais adequadas.

## Gastronomia
O gengibre possui sabor picante e pode ser usado tanto em pratos salgados quanto nos doces e em diversas formas: fresco, seco, em conserva ou cristalizado. O gengibre seco é mais aromático e tem sabor mais suave.
O gengibre fresco é amplamente utilizado na China, no Japão, na Indonésia, na Índia e na Tailândia. No Japão, costuma-se usar o suco (do gengibre espremido) para temperar frango e as conservas "beni shouga". Já o gengibre cristalizado, é um dos confeitos mais consumidos no Sudeste Asiático.
Nos Estados Unidos e na Grã-Bretanha para fazer os tradicionais bonecos de gengibre para o Natal. No Brasil é utilizado para a confecção do quentão, bebida típica das festas juninas.
Sinonímia
- Amomum angustifolium Salisb.
- Amomum zingiber L.
- Amomum zinziba Hill
- Curcuma longifolia Wall.
- Zingiber aromaticum Noronha
- Zingiber cholmondeleyi (F.M.Bailey) K.Schum.
- Zingiber majus Rumph.
- Zingiber missionis Wall.
- Zingiber officinale var. cholmondeleyi F.M.Bailey
- Zingiber officinale f. macrorhizonum (Makino) M.Hiroe
- Zingiber officinale var. macrorhizonum Makino
- Zingiber officinale f. rubens (Makino) M.Hiroe
- Zingiber officinale var. rubens Makino
- Zingiber officinale var. rubrum Theilade
- Zingiber officinale var. sichuanense (Z.Y.Zhu, S.L.Zhang & S.X.Chen) Z.Y.Zhu, S.L.Zhang & S.X.Chen
- Zingiber sichuanense Z.Y.Zhu, S.L.Zhang & S.X.Chen
- Zingiber zingiber (L.) H.Karst.[3]